# Olle Goop
Per Olov "Olle" Goop, född 13 augusti 1943 i Mora, Dalarna, död 20 april 2022 i Stora Kils distrikt, Värmlands län, var en svensk travkusk och travtränare. Goop tog under sin karriär som travkusk hela 6 744 segrar. Goop var länge Sveriges meste kuskchampion med 66 banchampionat, men passerades den 10 november 2014 av Ulf Ohlsson.

## Biografi

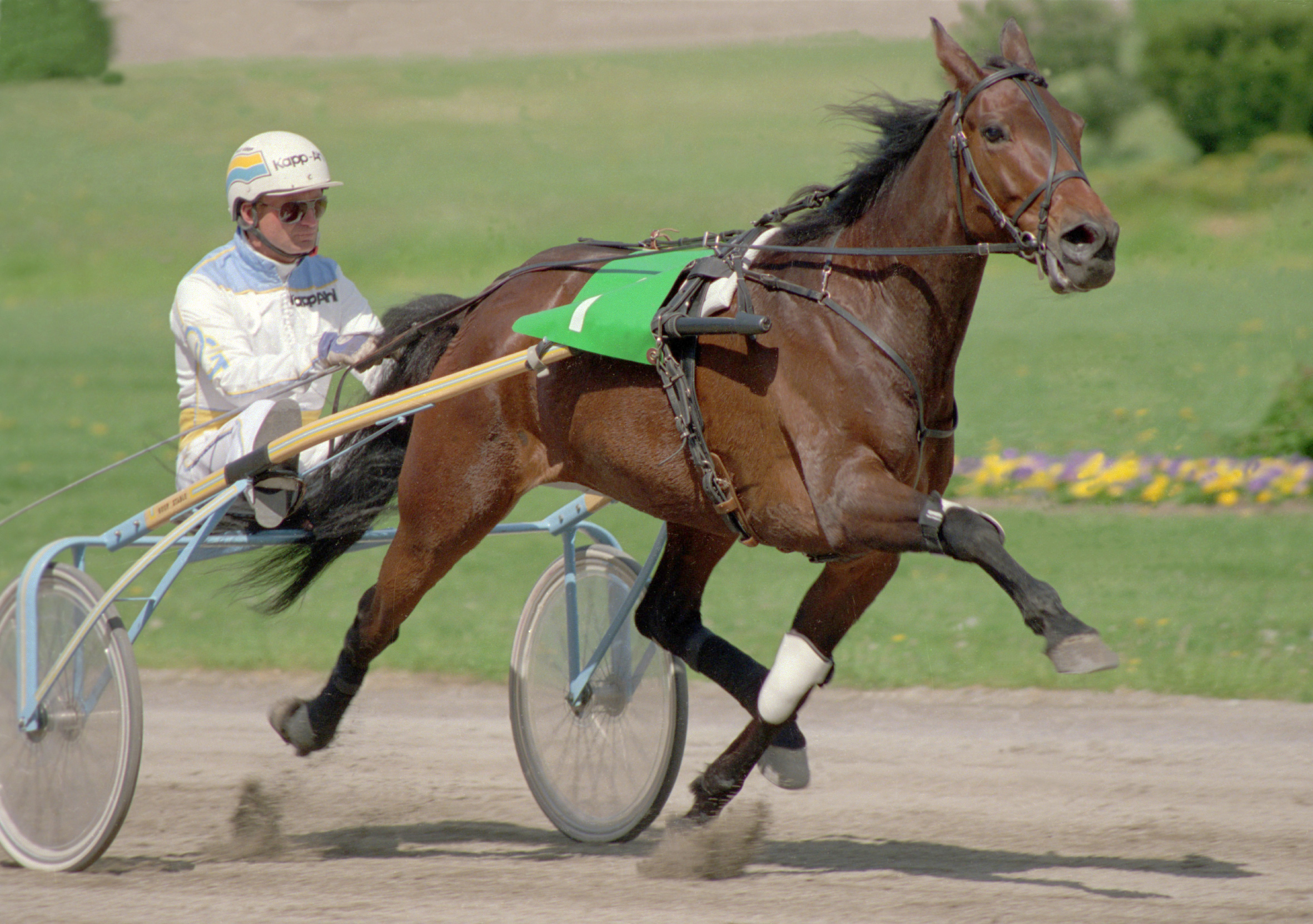
Olle Goop och Grades Singing.

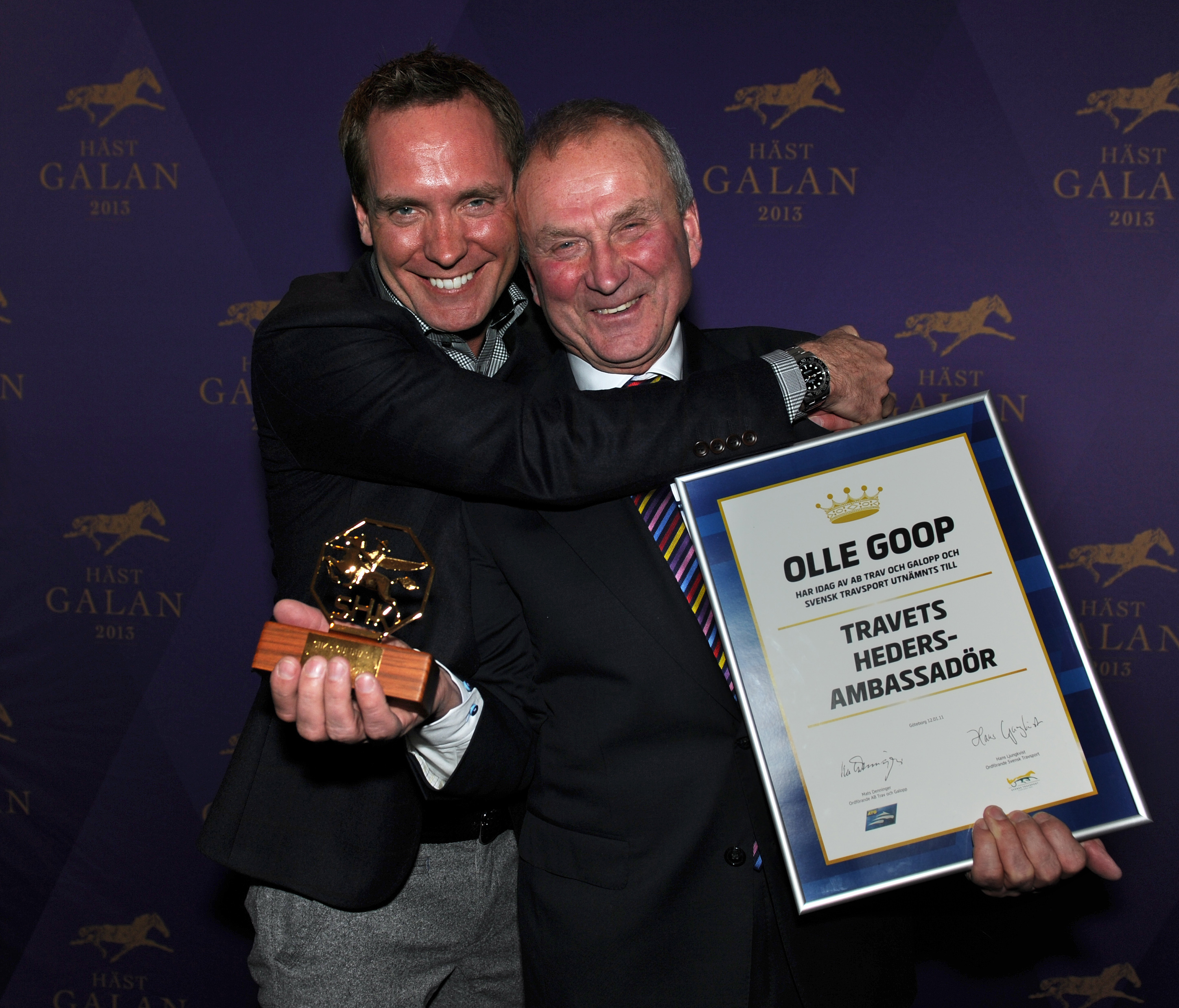
Med sonen Björn Goop, 2013.

Olle Goop hade tränarlicens på både Åby och Rättvik, 1972–1976. Under den tiden var Jim Frick försteman i Goops stall i Rättvik.
Han representerade Sverige två gånger i World Driving Championship (1983, 1997).
Han var länge den segerrikaste kusken från Sverige genom tiderna. När hans son Björn Goop tog två segrar på Mantorptravet den 8 oktober 2018, tog denne över titeln från sin far.
Den 18 november 2018 på Färjestadstravet meddelade Goop plötsligt under en intervju att han hade avslutat sin karriär som travkusk. Goop var de sista åren bosatt i Kil i Värmland, där han drev Stall Goop tillsammans med sonen Björn Goop.

## Meriter

### Utmärkelser
På Hästgalan 2013 utnämndes Goop till Travets Hedersambassadör, en utmärkelse som endast Järvsöfaks, Stig H. Johansson och Jim Frick fått dessförinnan. Goop valdes i juli 2013 in i travsportens Hall Of Fame.

### Större segrar i urval
| År   | Lopp                         | Häst             | Kusk               | Tränare          | Grupp   |
| ---- | ---------------------------- | ---------------- | ------------------ | ---------------- | ------- |
| 1974 | Åby Stora Pris               | Knabe            | Olle Goop          | Olle Goop        | Grupp 1 |
| 1983 | Finlandialoppet              | Speedy Magnus    | Olle Goop          | Olle Goop        | Grupp 1 |
| 1984 | Gran Premio Allevatori       | Window W.        | Olle Goop          | Olle Goop        | Grupp 1 |
| 1985 | Åby Stora Pris               | Minou du Donjon  | Olle Goop          | Jean Lou Peupion | Grupp 1 |
| 1985 | Svensk uppfödningslöpning    | Wanja W.         | Olle Goop          | Olle Goop        | Grupp 1 |
| 1987 | Finlandialoppet              | Grades Singing   | Olle Goop          | Olle Goop        | Grupp 1 |
| 1988 | Gran Premio Lotteria         | Grades Singing   | Olle Goop          | Olle Goop        | Grupp 1 |
| 1991 | Svensk uppfödningslöpning    | La Promessa      | Olle Goop          | Olle Goop        | Grupp 1 |
| 1993 | Oslo Grand Prix              | Nordin Hanover   | Olle Goop          | Olle Goop        | Grupp 1 |
| 2005 | Gran Premio Freccia d'Europa | Smashing Victory | Björn Goop         | Olle Goop        | Grupp 1 |
| 2006 | Elitloppet                   | Conny Nobell     | Björn Goop         | Olle Goop        | Grupp 1 |
| 2006 | Danskt Stoderby              | Keep On Party    | Preben Kjaersgaard | Olle Goop        | Grupp 1 |

## Hemmabanor
- Rättviks travbana 1967–1976[8]
- Åbytravet 1972–2018[8]